# Іван Буян БЧ
Буян #БЧ (справжнє імʼя — Іван Буян) — український хіп-хоп виконавець, засновник київського об'єднання «Бути чесним». Співпрацював із VovaZIL'Vova, Nazar і Mike. 

## Життєпис
Народився 29 серпня 1988 в Києві, мав брата Антона (10 травня 1987 — 9 вересня 2011), разом з яким почали творити в хіп-хоп напрямі.
Навчався в Києво-Могилянській академії за напрямом економіка.
В 2007 році з братом Антоном Чорним почав займатися репом. Згодом було створено об'єднання «Бути чесним». 11 березня 2011 було відзнято відео «Під чужим небом», яка порушувала питання щодо еміграції українців.
Неодноразово виступав на фестивалях і творчих вечорах, які організовув гурт Епіцентр Унії.
9 вересня 2011 року від серцевої недостатні помирає брат Івана — Антон. Згодом з'являється другий кліп Буяна — «Мій маршрут», присвячений рідному району виконавця — так званий «Los Solomas» (Солом'янський). Кліп починається з напису «пам'яті Антона Чорного». А 10 травня 2012 в мережі Ютуб з'явився кліп присвячений безпосередньо Антону — «Послухай». Сам трек був записаний у 2008 році на студії Будинку Звукозапису, та трек був настільки емоційний, що було вирішено відзняти кліп. У зйомках брали участь найближчі друзі і знайомі братів. 3 липня 2012 з'являється спільна робота відомого російського репера Mik'а і Буяна під назвою «Завтра». Сам трек був відзнятий в Маріуполі всього за шість годин. Після цього виходять дві нові роботи — «Ввімкнем репа» і «Бий брат» (за участю Лесика Черезоса). Згодом, після закінчення Революції виходить перший альбом виконавця — «Священна справа».
Більшість треків має патріотичний характер, а на трек «Героям не дякують» Буян і VovaZIL'Vova відзняли спільний кліп, в якому було використано елементи відео протистояння мітингувальників. Станом на 2015 рік Іван планує випустити свій новий альбом «Бийся» і вже анонсував семплер до нього.
Виступав в прямому ефері на 1+1, на реп-вечірках у Києві, Житомирі, Чернігові, Вінниці, Каневі, Обухові, Броварах та ін. Також були виступи у Москві, Санкт-Петербургзі та м. Мозир (Білорусь), де виконував треки українською мовою.

## Альбоми
| Назва             | Дата виходу | Лейбл         |
| ----------------- | ----------- | ------------- |
| «Священна справа» | 2014        | Інтерне реліз |
| «Бийся»           | 2015        | Невідомо      |